# 秋田県小学校一覧
秋田県小学校一覧（あきたけんしょうがっこういちらん）は、秋田県に所在する小学校および義務教育学校（前期課程）の一覧。

## 国立小学校
- 秋田大学教育文化学部附属小学校

## 公立小学校・義務教育学校

### 秋田市
- 秋田市立保戸野小学校
- 秋田市立明徳小学校
- 秋田市立築山小学校
- 秋田市立旭北小学校
- 秋田市立中通小学校
- 秋田市立旭南小学校
- 秋田市立牛島小学校
- 秋田市立川尻小学校
- 秋田市立旭川小学校
- 秋田市立土崎小学校
- 秋田市立港北小学校
- 秋田市立土崎南小学校
- 秋田市立高清水小学校
- 秋田市立広面小学校
- 秋田市立日新小学校
- 秋田市立勝平小学校
  - 秋田市立勝平小学校千秋分校
- 秋田市立外旭川小学校
- 秋田市立飯島小学校
- 秋田市立下新城小学校
- 秋田市立浜田小学校
- 秋田市立豊岩小学校
- 秋田市立仁井田小学校
- 秋田市立四ツ小屋小学校
- 秋田市立上北手小学校
- 秋田市立下浜小学校
- 秋田市立金足西小学校
- 秋田市立八橋小学校
- 秋田市立東小学校
- 秋田市立泉小学校
- 秋田市立大住小学校
- 秋田市立桜小学校
- 秋田市立飯島南小学校
- 秋田市立寺内小学校
- 秋田市立御所野小学校
- 秋田市立岩見三内小学校中学校
- 秋田市立河辺小学校
- 秋田市立戸島小学校
- 秋田市立雄和小学校

### 能代市
- 能代市立渟城西小学校
- 能代市立渟城南小学校
- 能代市立第四小学校
- 能代市立第五小学校
- 能代市立向能代小学校
- 能代市立浅内小学校
- 能代市立二ツ井小学校

### 横手市
- 横手市立横手南小学校
- 横手市立旭小学校
- 横手市立栄小学校
- 横手市立朝倉小学校
- 横手市立横手北小学校
- 横手市立増田小学校
- 横手市立浅舞小学校
- 横手市立吉田小学校
- 横手市立醍醐小学校
- 横手市立雄物川小学校
- 横手市立大森小学校
- 横手市立十文字小学校
- 横手市立山内小学校
- 横手市立大雄小学校

### 大館市
- 大館市立桂城小学校
- 大館市立城南小学校
- 大館市立城西小学校
- 大館市立有浦小学校
- 大館市立釈迦内小学校
- 大館市立長木小学校
- 大館市立川口小学校
- 大館市立上川沿小学校
- 大館市立成章小学校
- 大館市立花岡小学校
- 大館市立矢立小学校
- 大館市立南小学校
- 大館市立扇田小学校
- 大館市立西館小学校
- 大館市立東館小学校
- 大館市立早口小学校
- 大館市立山瀬小学校

### 男鹿市
- 男鹿市立椿小学校
- 男鹿市立船川第一小学校
- 男鹿市立船越小学校
- 男鹿市立脇本第一小学校
- 男鹿市立美里小学校

### 湯沢市
- 湯沢市立湯沢東小学校
- 湯沢市立湯沢西小学校
- 湯沢市立山田小学校
- 湯沢市立稲川小学校
- 湯沢市立雄勝小学校
- 湯沢市立皆瀬小学校

### 鹿角市
- 鹿角市立十和田小学校
- 鹿角市立大湯小学校
- 鹿角市立花輪小学校
- 鹿角市立柴平小学校
- 鹿角市立尾去沢小学校
- 鹿角市立八幡平小学校

### 由利本荘市
- 由利本荘市立新山小学校
- 由利本荘市立鶴舞小学校
- 由利本荘市立尾崎小学校
- 由利本荘市立子吉小学校
- 由利本荘市立小友小学校
- 由利本荘市立矢島小学校
- 由利本荘市立由利小学校
- 由利本荘市立岩谷小学校
- 由利本荘市立大内小学校
- 由利本荘市立東由利小学校
- 由利本荘市立西目小学校
- 由利本荘市立鳥海小学校
- 由利本荘市立岩城小学校

### 潟上市
- 潟上市立天王小学校
- 潟上市立出戸小学校
- 潟上市立追分小学校
- 潟上市立大豊小学校
- 潟上市立飯田川小学校

### 大仙市
- 大仙市立大曲小学校
- 大仙市立東大曲小学校
- 大仙市立花館小学校
- 大仙市立内小友小学校
- 大仙市立大川西根小学校
- 大仙市立藤木小学校
- 大仙市立四ツ屋小学校
- 大仙市立角間川小学校
- 大仙市立神岡小学校
- 大仙市立西仙北小学校
- 大仙市立清水小学校
- 大仙市立豊成小学校
- 大仙市立中仙小学校
- 大仙市立協和小学校
- 大仙市立太田東小学校
- 大仙市立太田南小学校
- 大仙市立太田北小学校
- 大仙市立南外小学校
- 大仙市立高梨小学校
- 大仙市立横堀小学校

### 北秋田市
- 北秋田市立鷹巣小学校
- 北秋田市立鷹巣東小学校
- 北秋田市立綴子小学校
- 北秋田市立清鷹小学校
- 北秋田市立米内沢小学校
- 北秋田市立義務教育学校阿仁学園
- 北秋田市立合川小学校

### にかほ市
- にかほ市立平沢小学校
- にかほ市立院内小学校
- にかほ市立金浦小学校
- にかほ市立象潟小学校

### 仙北市
- 仙北市立角館小学校
- 仙北市立神代小学校
- 仙北市立生保内小学校
- 仙北市立西明寺小学校
- 仙北市立桧木内小学校

### 鹿角郡
- 小坂町立小坂小学校

### 北秋田郡
- 上小阿仁村立上小阿仁小中学校

### 山本郡
- 八峰町立八森小学校
- 八峰町立峰浜小学校
- 藤里町立義務教育学校藤里学園
- 三種町立琴丘小学校
- 三種町立森岳小学校
- 三種町立金岡小学校
- 三種町立浜口小学校
- 三種町立湖北小学校

### 南秋田郡
- 五城目町立五城目小学校
- 八郎潟町立八郎潟小学校
- 井川町立井川義務教育学校
- 大潟村立大潟小学校

### 仙北郡
- 美郷町立六郷小学校
- 美郷町立千畑小学校
- 美郷町立仙南小学校

### 雄勝郡
- 羽後町立西馬音内小学校
- 羽後町立三輪小学校
- 羽後町立羽後明成小学校
- 羽後町立高瀬小学校
- 東成瀬村立東成瀬小学校